# Anna od Aniołów Monteagudo
Anna od Aniołów Monteagudo, właśc. Ana de Monteagudo (ur. 26 lipca 1602 w Arequipie, zm. 10 stycznia 1686 tamże) – peruwiańska mniszka Zakonu Kaznodziejskiego (OP), dziewica i błogosławiona Kościoła katolickiego.
Wstąpiła do klasztoru dominikanek klauzurowych św. Katarzyny ze Sieny, uważając za wzór św. Różę z Limy. Pełniła obowiązki zakrystianki, mistrzyni nowicjuszek a w 1648 powierzono jej urząd przeoryszy. Była wzorem życia kontemplacyjnego.
Zmarła mając 84 lata w opinii świętości.

## Kult
Anna Monteagudo została beatyfikowana przez Jana Pawła II dnia 2 lutego 1985. Papież uznał ją za pierwszą zakonnicę kontemplacyjną kontynentu amerykańskiego.
Jej wspomnienie liturgiczne obchodzone jest w dies natalis (10 stycznia).
W ikonografii przedstawiana jest często za kratą zakonną w towarzystwie anioła. Nieraz malarze pokazują obok kraty tych, którzy przyszli do Anny po poradę.